# أندريه فرنسيس
أندريه فرنسيس (بالإنجليزية: Andre Francis)‏ هو لاعب كرة القدم الكندية أمريكي، ولد في 5 أكتوبر 1961 في كينغستون في جامايكا.